# ジュドウマクラ

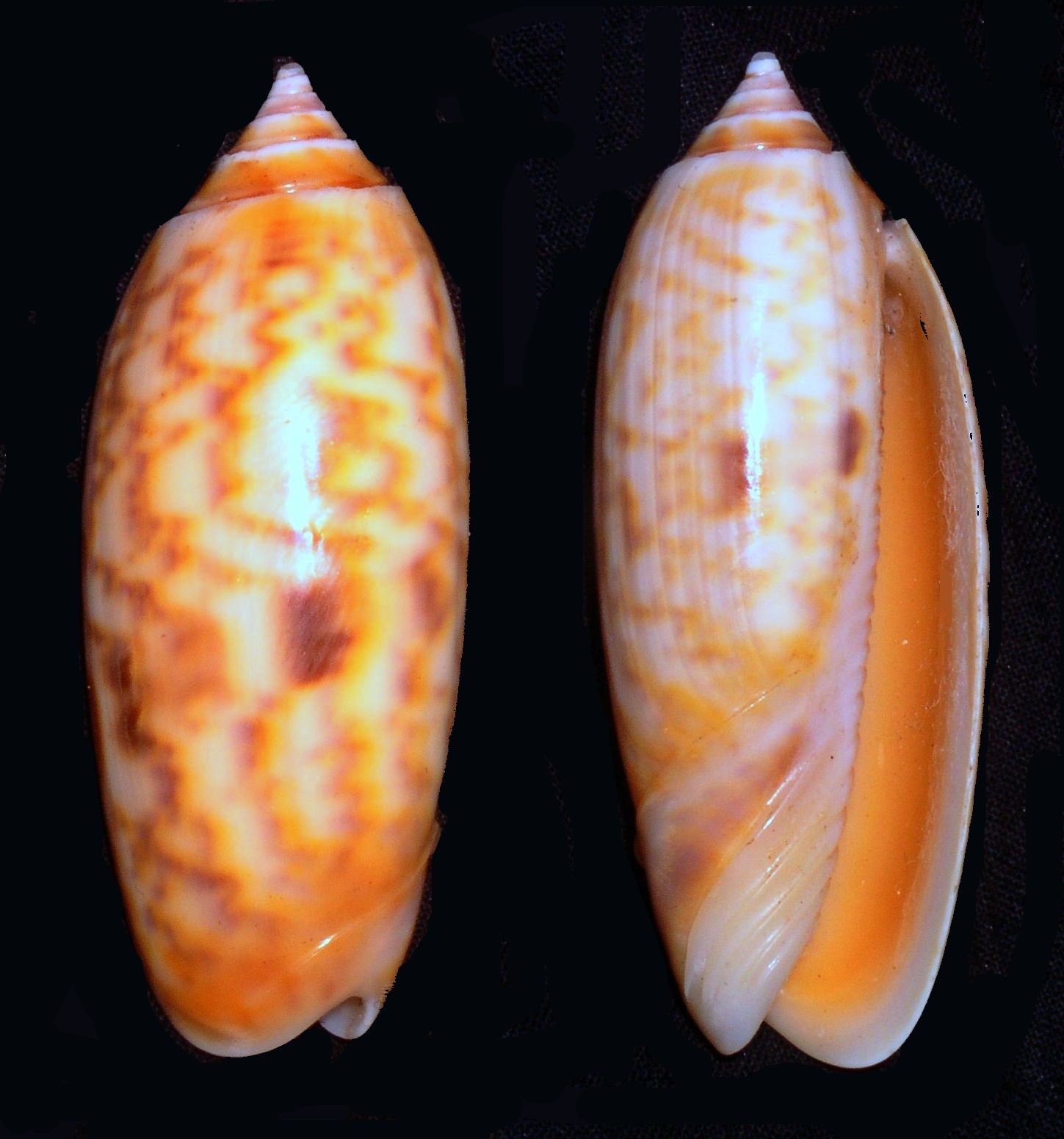
螺塔の高い個体
殻口内の橙色が本種の特徴の一つ。ただし幼貝のうちは暗紫褐色。

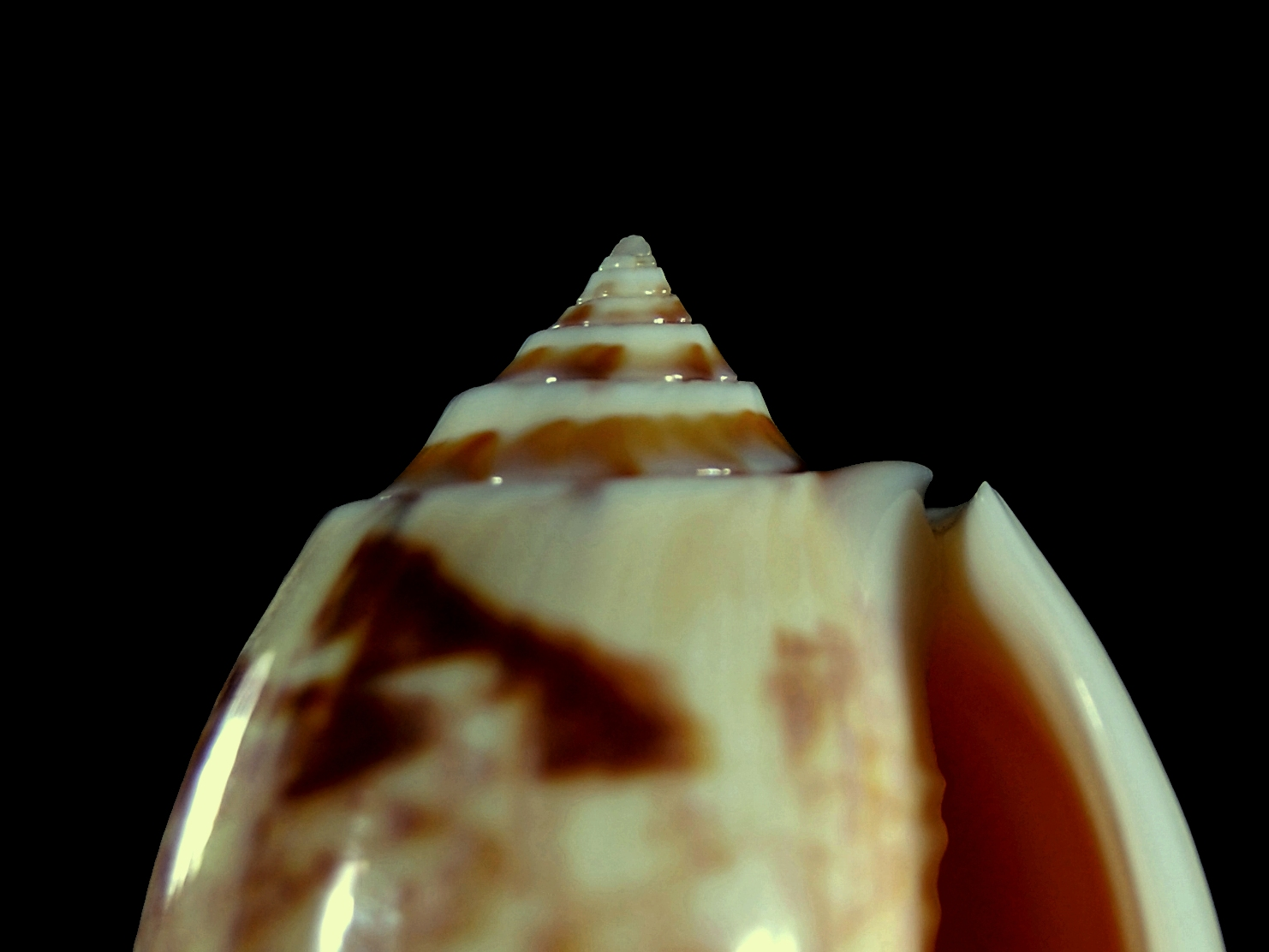
螺塔部の各螺層の側面は決して膨らまず、普通は弧抉するのも本種の識別点。

ジュドウマクラ (寿童枕、壽童枕） 学名：Oliva miniacea は マクラガイ科に分類される巻貝の一種。本州中部以南のインド太平洋の暖流域の浅海に生息する。この海域では最も普通なマクライガイ類の一つ。
ジュドウマクラ属 Miniaceoliva Petuch et Sargent, 1986 のタイプ種だが、この属は海産動物データベース WoRMS (2021年2月12日更新版) ではマクラガイ属 Oliva の異名としている。
寿童とは謡曲「枕慈童」などで知られる不老長寿の仙童・慈童のこと。和名には「ガイ」を付けてジュドウマクラガイとする場合もある。種小名 miniacea はラテン語で「朱色の-」の意で、成貝の殻口内部の色を表したもの。中国名は橙口榧螺。

## 分布
インド-西太平洋：　
日本（房総半島以南？もしくは紀伊半島以南）、東シナ海、フィリピン、オーストラリアにかけての太平洋西部からインド洋にかけての暖海域に分布する。ただしインド洋はタイ沿岸までで、それより以西の記録は、別種 Oliva tremulina や Oliva ponderosa を本種と混同したものだという。
江戸時代の貝類図譜『目八譜』（武蔵石壽著）には「紀州 相州 房州 其外海辺ニ産ス」とあり、千葉県や神奈川県周辺にも産するように書いてあるが、証拠標本の所在等が不明なため、これらの情報の正否は不明である。

## 形態
形態は以下のように説明される。
大きさと全形
通常は殻高（殻長）50-80mm、時に95mm以上となりマクラガイ科ではニシキマクラやオオジュドウマクラに次いで大型になる。殻は厚く、上下がやや細まった円筒形、螺塔は低く、体層（最終螺層のこと）が殻高の大部分を占める。
殻頂は尖り、螺塔部の各螺層の側面は多少なりとも弧抉する（弧状にえぐれる）のが一般的で、少なくとも膨らむことはない。ときに螺塔が非常に低い個体では次層の滑層が被って一見膨らんでいるように見える場合もあるが、螺層自体は膨らんでいない。縫合には狭く深い溝があり、生時はこの溝にフィラメントと呼ばれる糸状の感覚触手を巻きつける。
殻表彫刻
表面は全体に非常に滑らかで光沢があり、砂中に潜るために通常は付着物などが付いていない。
殻口
殻口は内唇から軸唇にかけて細かい斜めの襞が多数あるが、あまり強くはない。外唇縁は単純で成貝では丸みを帯びて滑らかだが、成長途中のものは薄く鋭い。殻口下端（前端）には深く切れ込んだ水管溝がある。
殻色
殻表の斑紋には変異が多いが、最も普通なのはクリーム色や淡褐色の地に褐色のジグザグ模様があり、体層の上中下に模様が濃くなった色帯を3本めぐらすもの。ジグザグ模様は多少ぼけた感じになることが多く、その色が橙色がかったり紫がかったりすることもある。斑紋の強弱も変異し、時には強く発達して全体がほとんど黒褐色になるものもある。
殻口内の色も変異するが、成貝では通常内部が濃い橙色となるのが顕著な特徴の一つで、類似種との識別に役立つ。ただし幼貝では暗褐色や紫褐色のこともあり殻口内の色のみによる同定は難しい場合がある。またインド洋に分布するとされ、本種の亜種とされたこともある Oliva tremulina （"シリタカマクラ"）では成貝の殻口内部が白い。
蓋
蓋はない（マクラガイ亜科 Olivinae に共通）
軟体
軟体は大きく、淡灰色-淡褐色の地に白色や暗色の斑紋を多数散らし、砂地に似た色彩になっている。足は大きく前後に分かれ、前足と呼ばれる前端部は左右に広がり、中央に細い溝がある。後足は左右に側足と呼ばれる上方に葉状に伸び広がる部分をもち、これで殻の一部を左右から被うようにして活動する。頭は小さく1対の先が尖った触角があり、触角の中ほどの外側に眼がある。外套膜の後方にはフィラメントと呼ばれる触手状に伸びた部分があり、殻の縫合の溝に巻き付けている。これは一種の感覚器官で、砂中に潜るときに殻頂まで完全に埋没したかどうかを感知するための感覚器官だと考えられている。外套膜の前方は象の鼻のように伸びて長い水管を形成し、その付け根の横にある触手状に伸びた部分を殻表に寝かせている。
歯舌
歯舌は中歯1個とその左右に側歯が1個ずつあり、この3個を1組とする狭舌型。中歯は3歯尖、側歯は1歯尖で多少湾曲したような三角形、もしくは猫の爪のような形である。

## 生態
潮間帯から水深20mくらいまでの砂底に生息する。このグループの一般的生態としては、普段は砂に半ば埋もれ、水管を上方に伸出させて生活する。肉食で、他の動物の死体などを食べるほか、砂地を這いながら他の二枚貝や同類の貝なども捕食する。貝を捕食する場合は、後足の裏面で包んで押さえ込み、足裏から消化液を分泌しながら砂中で食べるという。雌雄異体で交尾して受精し、数十個の卵が入った卵嚢を産卵する。卵嚢は球形、固着性はなく潮流で移動拡散する。

## 分類

### 原記載
- Porphyria miniacea Röding P. F. (1798). Museum Boltenianum sive Catalogus cimeliorum e tribus regnis naturae quae olim collegerat Joa. Fried. Bolten M. D. p. d. Pars secunda continens Conchylia sive Testacea univalvia, bivalvia et multivalvia.: p.33, sp.391 （Biodiversity Heritage Library）

引照されている図
Martini & Chemnitz (1773) Neues systematisches Conchylien-Cabinet 2 Bd. Taf.45, figs.476-477（インターネットアーカイブ）

### 属の分類
ジュドウマクラは属 Miniaceoliva Petuch et Sargent, 1986 のタイプ種で、この属名は本種の種小名 miniacea に因む。本属は当初 Oliva 属の亜属として創設されたため、20世紀から21世紀初頭までのほとんどの資料でジュドウマクラは Oliva 属に置かれていた。しかしPetuch & Myers (2014)は、ジュドウマクラ属も含め、それまでの複数の亜属を独立の属に昇格させた。Kantorら（2017）は分子系統解析も交えたマクラガイ上科の再検討を行い、ジュドウマクラ属を再びマクラガイ属 Oliva の亜属とし、海産動物データベースWoRMS (2021年2月12日更新版) ではマクラガイ属 Oliva の異名としている。

### 亜種の分類
斑紋などに変異が多く、いくつかの亜種に分けられることがあるが、時期や研究者によって分け方が異なる。海産動物のデータベース「WoRMS」では下記のように2010年時点では4亜種に区分されていたが、2017年版ではそれらのうち3亜種が別種扱いとなり、ジュドウマクラには全く亜種が認められていない。また日本の代表的な貝類図鑑である「日本近海産貝類図鑑（第二版）」では、かつて日本で亜種とされることが多かったムラサキジュドウマクラを、褐色斑の少ない単なる色彩変異とし、やはり亜種は認めていない。これらも含め、以下にいくつかの分類例を挙げる。
分類例1：
海産動物のデータベース「WoRMS」の2010年版 では下記の4亜種を区別している；
- Oliva miniacea berti Terzer, 1986　
- Oliva miniacea flammeacolor Petuch & Sargent, 1986　
- Oliva miniacea miniacea (Röding, 1798)　ジュドウマクラ
- Oliva miniacea tremulina Lamarck, 1811　"シリタカマクラ"

海産動物のデータベース「WoRMS」の2017年版 では、上記で分けられていた4亜種のうち berti はジュドウマクラの異名に、他はそれぞれ独立種とされており、ジュドウマクラ自体に亜種区分はないという見解が示されている。

分類例2：
Hunton ら（2009）のマクラガイ属の図鑑「OLIVIDAE (Mollusca, Gastropoda)」では miniacea miniacea　（ジュドウマクラ）と miniacea tremulina　（"シリタカマクラ"）の2亜種しか認めず、多数の学名を両亜種の異名と見なしているが、その一部には「forma （型）」として説明も加えている。以下がその概要である；
- Oliva miniacea miniacea (Röding, 1798)　ジュドウマクラ （原名亜種）　

- 異名は以下のとおり；
- aurantiaca Schumacher, 1817
- azemula Duclos, 1840
- berti Terzer, 1986　マーシャル諸島などの小型のもので、日本でムラサキジュドウマクラと呼ばれる型によく似る
- efasciata Dautzenberg, 1927　色帯の一部が消えたもの
- erythrostoma Lamarck, 1811　
- johnsoni Higgins, 1919
- lamberti Jousseuaume, 1884　規則的な縦斑と明瞭な色帯が肩と中央に出るもの
- magnifica Ducros de Saint Germain, 1857 …　大部分黒褐色で淡色の三角斑が僅かに出るもの
- marrati Johnson, 1910　殻は全体に黒褐色で、そこに不明瞭な2色帯が出るもの
- masaris Duclos, 1835　赤橙色でぼけた斑紋があり、濃い2色帯が出るもの
- miniata (Link, 1870)
- porphyracea Perry, 1811
- porphyritica Marrat, 1870
- saturata Dautzenberg, 1927　斑紋が細かく、暗褐色地に明瞭な2帯が出るもの
- sylvia Duclos, 1845　赤橙色で明瞭な斑紋に暗色の色帯が出るもの

- Oliva (Miniacoliva) miniacea tremulina Lamarck, 1811　（"シリタカマクラ"）

- 原記載：Oliva tremulina Lamarck, 1811. Détermination des espéces de Mollusques testacés. Annales du Muséum National d'Histoire Naturelle, Paris (1810), vol.16: p.310, sp.5. （インターネットアーカイブ）
- 特徴：ジュドウマクラより細く、殻口内が淡色-白色で橙色を帯びず、95mmをめったに超えない。
- 分布：インド洋（南インド、スリランカ、モルディブ、マスカリン諸島、レユニオン、マダガスカルなど)
- 異名は以下のとおり；
- flammeacolor Petuch et Sargent, 1986
- fumosa Marrat, 1871
- nobilis Reeve, 1850
- olympiadina Duclos, 1835　白色か淡黄色で内唇-軸唇および殻口内は明白色になるもの
- tenebrosa Marrat, 1870　全体に黒褐色がかって斑紋がほとんどないもの
- zeilanica Lamarck, 1822

分類例3：
日本の代表的な貝類図鑑の『日本近海産貝類図鑑』では特に亜種などについて述べられていないが、上記の例1と例2で亜種とされている Oliva tremulina を独立種とてシリタカマクラという和名とともに掲載し、奄美・沖縄以南に分布するとしている。しかし上記の分類例2では tremulina はインド洋のみに分布するジュドウマクラの亜種としているため、両図鑑では奄美以南に見られるシリタカマクラの扱いに齟齬がある。また『日本近海産貝類図鑑』に出ているシリタカマクラは Hunon ら（2009）がタオヤカマクラの亜種とする Oliva concinna kremerorum Petuch et Sargent, 1986のホロタイプ(52.2mm)に良く似ているが、この O. c. kremerorum もタイ西岸からベンガル湾周辺までのインド洋のみに分布するとされるため、日本産のシリタカマクラの分類上の位置には不確定な部分が残されている。
分類例4：
以下は1909年の介類雑誌（本邦産介類図説(二十五)　『介類雑誌』 3 (2):　p.41-46, 図版4, 図版7) に出ている分類であるが、内容が古いため実際の分類の参考にはならない。しかし複数の和名の原典となっているため、参考に示す。
- Oliva irisans Lam. ジュドウマクラ　（図版4　図25）
- Oliva irisans concinna Marrat. 亜種 クチムラサキジュドウマクラ（新称）　（図版7　図27）
- Oliva irisans tremulina Lam.　亜種 オオジュドウマクラ（新称）　（図版7　図28）
- Oliva irisans erythrostoma Lam. 亜種 ムラサキジュドウマクラ（新称）　（図版7　図29-30）
- Oliva sp.　シリタカマクラ（新称）　（図版7　図32）

この分類ではジュドウマクラは4亜種に分けられ、近縁種としてシリタカマクラも一緒に図示されている。ここでジュドウマクラに充てられている irisans という学名は Huntonら (2009)の分類では、別種のヌメリマクラに充てられ、クチムラサキジュドウマクラの学名 concinna はインド洋の固有種（タオヤカマクラという和名がある）に、オオジュドウマクラの tremulina という学名はやはりインド洋のみに分布するジュドウマクラの亜種に充てられている。またムラサキジュドウマクラの erythrostoma はジュドウマクラの単なる型としてシノニムとされている。日本での分類では、クチムラサキジュドウマクラという和名はその後ほとんど使用されておらず詳細は不明、次のオオジュドウマクラは別種 Oliva sericea として扱われ、最後のムラサキジュドウマクラは21世紀でも亜種もしくは型とみなされている。またこの分類で学名不詳の独立種として新和名が提唱されたシリタカマクラは、いまだに分類が確定していないのは上記のとおりである（分類例3を参照）。

### 近似種
一見似たものが多いが殻口内の橙色と螺層側面の形状を目安にすれば識別しやすい。

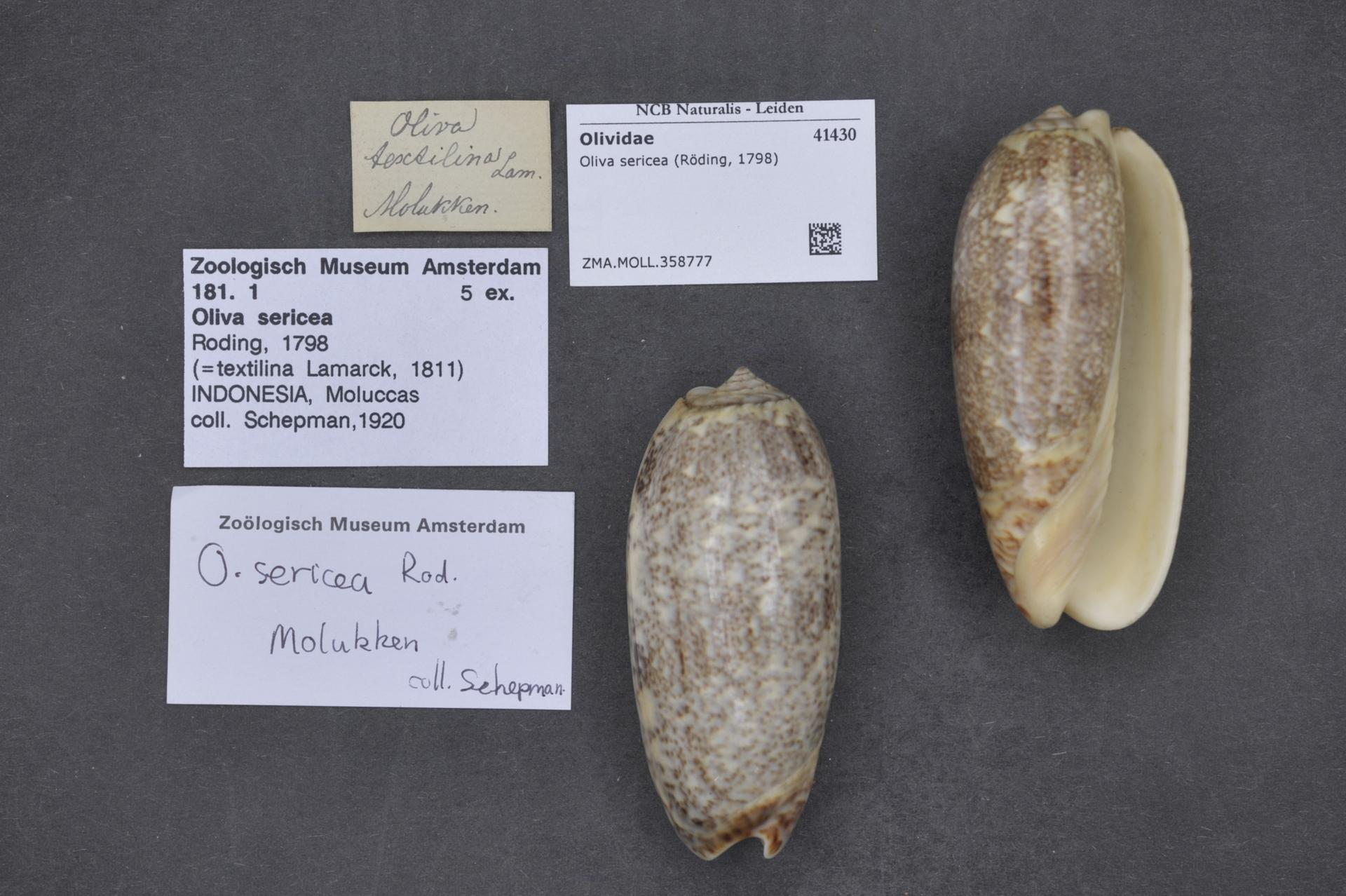
オオジュドウマクラ

オオジュドウマクラ　Oliva sericea (Roeding, 1798) 　
一見ジュドウマクラに似ているが、本種では殻口縁も内奥部もともに淡肉色なのが一般的で、内奥部の色が濃くなる場合でもジュドウマクラほど明瞭な橙色にならないこと（ジュドウマクラは普通内唇や外唇よりも内奥部が明らかに濃い橙色になる）、螺塔上部の各螺層の側面が丸みを帯びて多少なりとも弧膨する（弧状に膨らむ）こと（ジュドウマクラでは普通は弧抉（弧状に抉れる）して弱い凹面になるか時に直線的、しかし膨らむことはない）などで識別できる。また模様がより細かい傾向があることと、体層側面がやや膨らむ傾向があることでも相違するが、この2点には変異もあるため飽くまでも参考である。最大では110mmほどになりジュドウマクラより大成する個体があるが、十分成長したもの以外大きさは全く当てにならない。名前は大-ジュドウであるが、殻形はクチベニマクラに似ており、それを巨大にして口縁の色を淡くしたような外観をもつ。なお Kantorら（2017）は、分子系統解析の結果ではジュドウマクラとオオジュドウマクラは同一種となったが、解析に用いた個体がそれぞれ1個体ずつであることや、殻の特徴から両者は明らかに区別できることなどから、従来どおり別種のまま据え置きにするとした。
ヌメリマクラ　Oliva irisans Lamarck, 1811

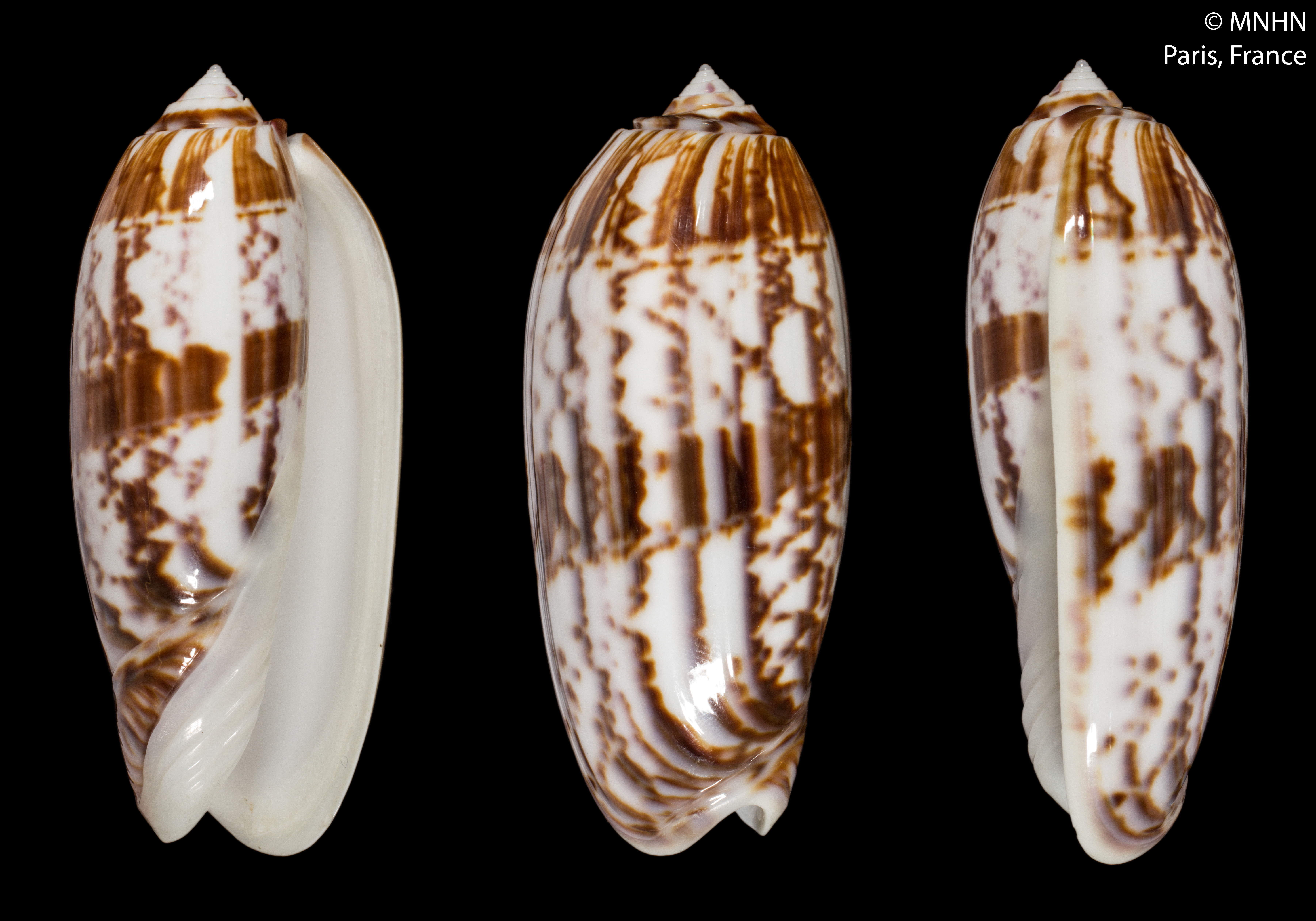
tremulina とされる標本（中国産）

斑紋、殻形、大きさなどが似ているが、殻口内は橙色にならず、螺塔の大部分が滑層に覆われるため、螺層の最終層以外の縫合には溝がないことで識別できる。
"シリタカマクラ"　Oliva tremulina Lamarck, 1811
Huntonら(2009) がジュドウマクラのインド洋亜種とし、WoRMSでは独立種となっているもので、大きさも殻型もジュドウマクラそっくりだが殻口内が橙色にならない。ただし日本ではこの学名を紀伊半島以南に分布するシリタカマクラに当てることがある。日本で言うシリタカマクラもジュドウマクラに似るが、やや小型で殻口内は橙色にならず、「尻高」の名のとおり螺塔が高く尖った感じになる（上記の分類例3を参照）。

## 人との関係
利用
殻は観賞用となる。
毒
一般には食用にされないが、台湾ではフグ毒（弱毒-強毒：約150 MU/個体）による中毒例も報告されている。日本での中毒例の報告はないが、食用利用には注意が必要である。

### 和名

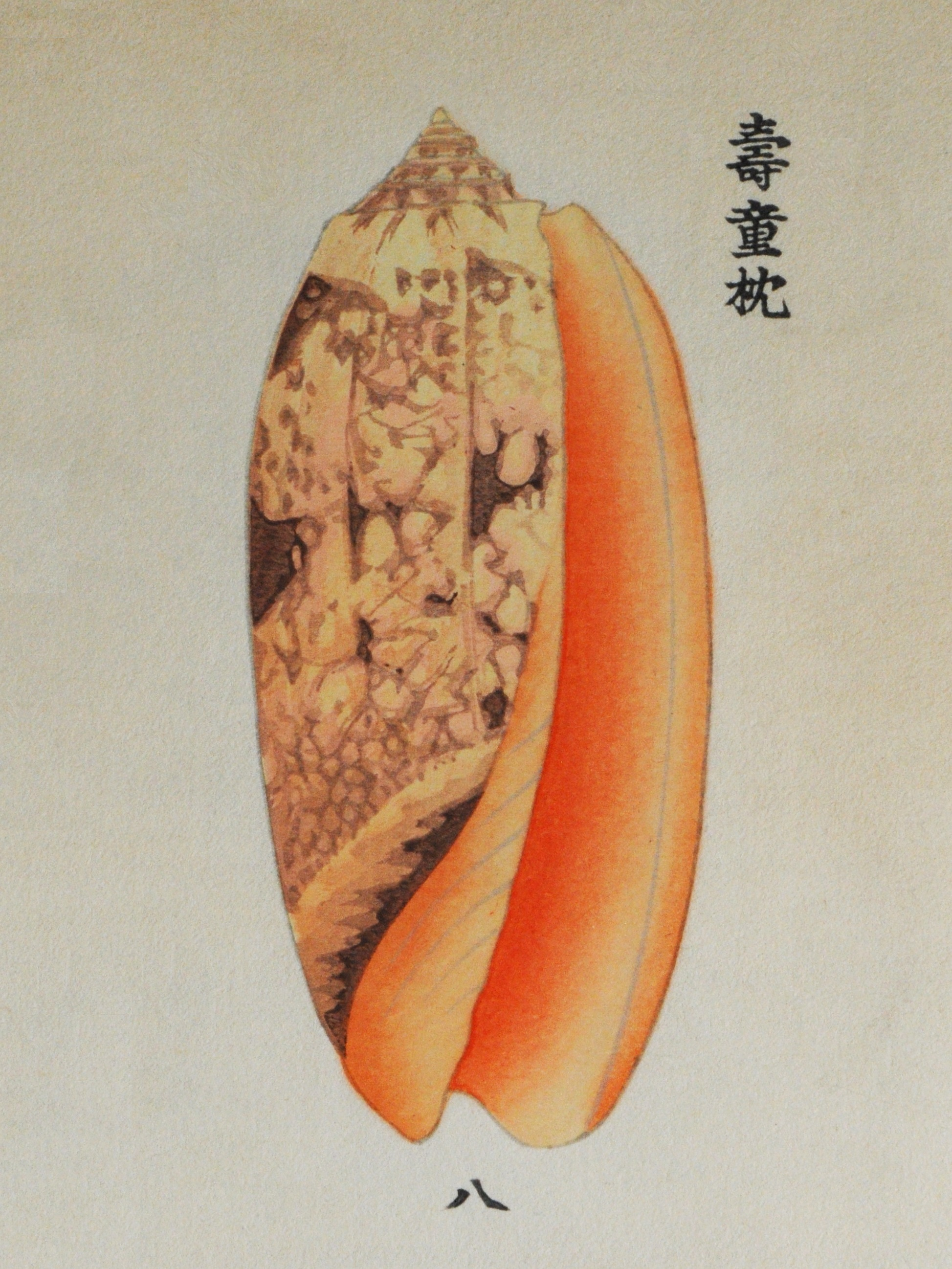
壽童枕「貝殻断面図案一」（平瀬,1913）より

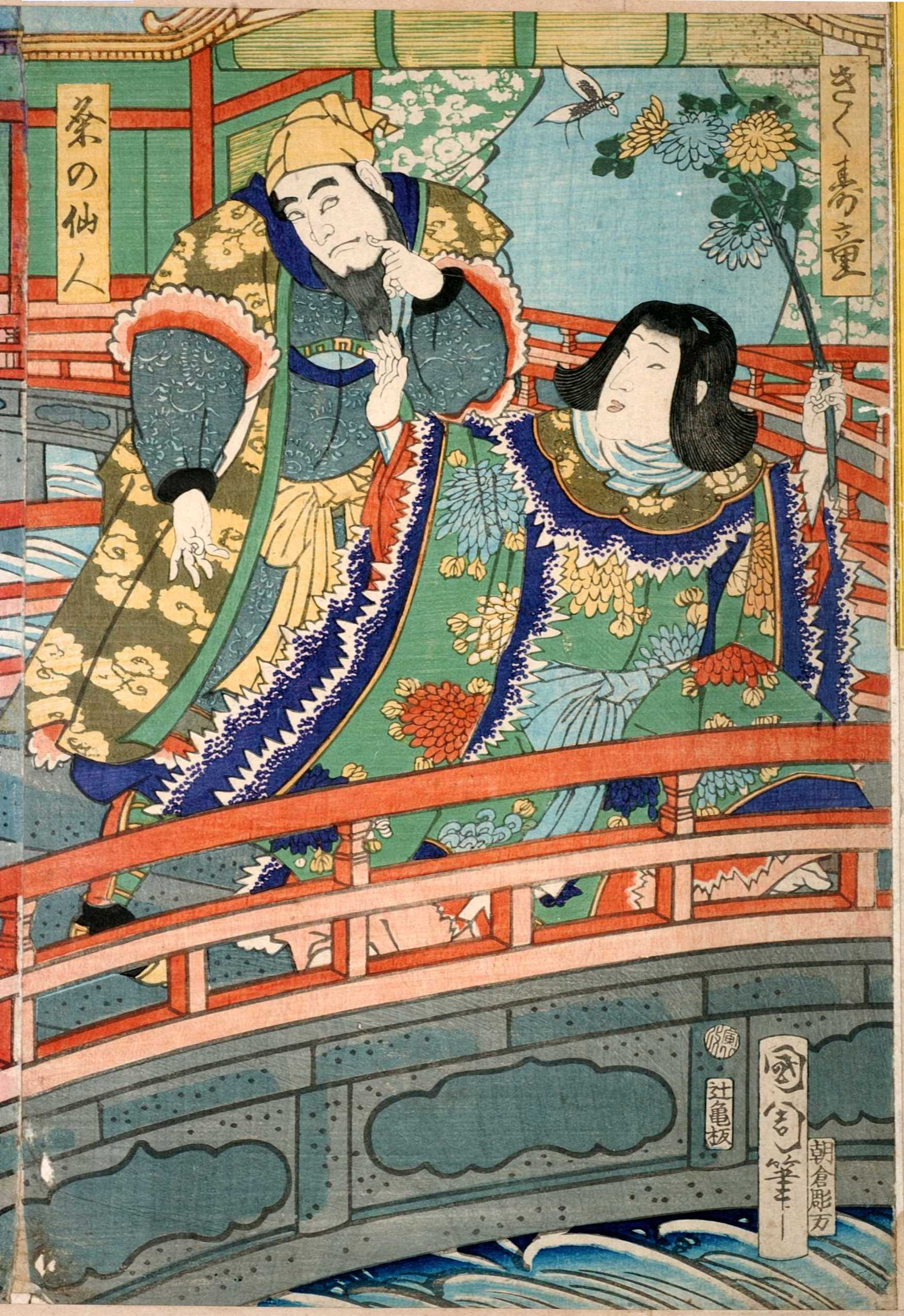
きく壽童（右）と久米仙人。芝居絵『長生殿枕の兼言』（豊原国周, 1866）の一部。

ジュウドウマクラという和名は、江戸後期の貝類図鑑『目八譜』で著者の武蔵石壽が「通称」として採用した「壽童枕」が最初である。明治後期になり、岩川友太郎(1900)が帝室博物館の貝類標本リストを出版した際にこれを引用して正式に本種の和名に採用した。その後は、平瀬與一郎(1913)や滝庸(1957)なども同じ漢字表記で本種を図示している。従って昭和や平成期の一部書籍にある「授童枕｣(1933)や「寿頭枕」(1993)などの表記は、意味が不明である上に時系列的にも採用されない。
寿童とは、本来の名は慈童といい、枕の縁で童子姿のまま不老長寿となった仙童のことで、慈童説話として知られている。慈童は「枕慈童」や「菊慈童」として謡曲、長唄、画の題材などにもなり、下って『目八譜』が編纂された江戸後期には慈童説話からスピンオフしたキャラクターとして「菊寿童」や「きく寿童」の名で、他の不老長寿のキャラクターとともに庶民的な芝居などにも登場した。慈童説話で最も有名な例の一つは『太平記』巻十三の「龍馬進奏事」にある次のような話である；
ここでの枕は単に跨いだだけの物であるが、謡曲「枕慈童」（観世流と梅若流では「菊慈童」と呼ぶ）では、穆王は二句の偈を枕に書いて慈童に渡し、700年後に薬水の源流を探し求めて酈県山にやって来た魏の文帝の下臣の前に若々しい姿の慈童が現れ、その枕を見せて身の上話をする、という筋になっている。通常は華やいだ衣装の若い役者によって演じられ、舞台の小道具にも枕が使用される。本州に普通のマクラガイに比し、華やいだ色彩の本種に寿童の名が用いられた所以が窺い知れる。このようにその時代に広く知られたキャラクター名が生物の通称となる例はピカチュウウミウシやウルトラマンボヤなど、21世紀でも見られる。